# Narciarstwo alpejskie na Zimowych Igrzyskach Azjatyckich 2017
Narciarstwo alpejskie na Zimowych Igrzyskach Azjatyckich 2017 odbywało się w Sapporo Teine w Sapporo w dniach 22–25 lutego 2017 roku. Osiemdziesięciu ośmiu zawodników obojga płci rywalizowało w czterech konkurencjach.
Z uwagi na fakt, iż zasady wprowadzone przez Olimpijską Radę Azji uniemożliwiały jednemu krajowi otrzymanie wszystkich trzech medali w jednej konkurencji w przypadku, gdy zawodnicy z tego państwa zajęli pierwsze trzy miejsca, w żeńskim slalomie gigancie brązowy medal otrzymała czwarta w klasyfikacji Kang Young-seo.

## Podsumowanie

### Klasyfikacja medalowa
| Klasyfikacja medalowa | Klasyfikacja medalowa | Klasyfikacja medalowa | Klasyfikacja medalowa | Klasyfikacja medalowa | Klasyfikacja medalowa |
| Miejsce               | państwo               | Złoto                 | Srebro                | Brąz                  | Razem                 |
| --------------------- | --------------------- | --------------------- | --------------------- | --------------------- | --------------------- |
| 1                     | Japonia               | 3                     | 2                     | 2                     | 7                     |
| 2                     | Korea Południowa      | 1                     | 2                     | 2                     | 5                     |
| Razem                 | Razem                 | 4                     | 4                     | 4                     | 12                    |

### Medaliści
| Konkurencja   | 1. miejsce     | 2. miejsce    | 3. miejsce      |
| Mężczyźni     | Mężczyźni      | Mężczyźni     | Mężczyźni       |
| ------------- | -------------- | ------------- | --------------- |
| Slalom gigant | Yōhei Koyama   | Kim Hyeon-tae | Hideyuki Narita |
| Slalom        | Jung Dong-hyun | Kim Hyeon-tae | Hideyuki Narita |
| Kobiety       |                |               |                 |
| Slalom gigant | Emi Hasegawa   | Asa Ando      | Kang Young-seo  |
| Slalom        | Emi Hasegawa   | Asa Ando      | Kang Young-seo  |